# Dram (Tibet)
Dram, Mandarijn: Zhangmu, Nepalees: Khasa, is een stad in het arrondissement Nyalam in de prefectuur Shigatse in de Tibetaanse Autonome Regio, China.
Het is een grensplaats op de grens met Nepal en heeft een douanepost. Bergopwaarts, aan Nepalese kant ligt de plaats Kodari aan de andere kant de rivier Bhote Kosi. Het ligt op een hoogte van 2300 meter. Er heerst een subtropisch klimaat, wat niet vergelijkbaar is met de rest van Tibet.
Dram ligt aan het eind van de nationale weg G18.

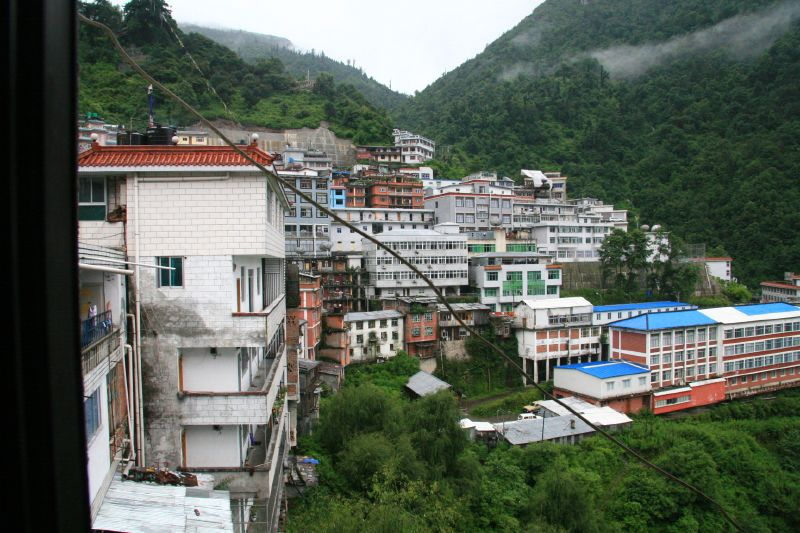
Dram